# Albert Puyols
José Alberto Pujols Alcántara (* 16. ledna 1980, Santo Domingo, Dominikánská republika) je jeden z nejlepších baseballistů v americké nejvyšší baseballové lize. Hraje na 1. metě za St. Louis Cardinals
Do Spojených států se jeho rodina přestěhovala v roce 1996 z Dominikánské republiky.
V roce 2005 založil se svojí manželkou nadaci, která chce pomáhat chudým v Dominikánské republice a také lidem s Downovým syndromem.
10. prosince 2011 podepsal Albert Pujols desetiletý kontrakt s týmem Los Angeles Angels of Anaheim.
24. září 2022 odpálil svůj homerun číslo 700 v MLB a zapsal se tak do elitního klubu nejlepších pálkařů v historii MLB se 700 a více homeruny ve své kariéře. Před ním to dokázali pouze 3 hráči – Babe Ruth, Hank Aaron a Barry Bonds.